# ترمودینامیک

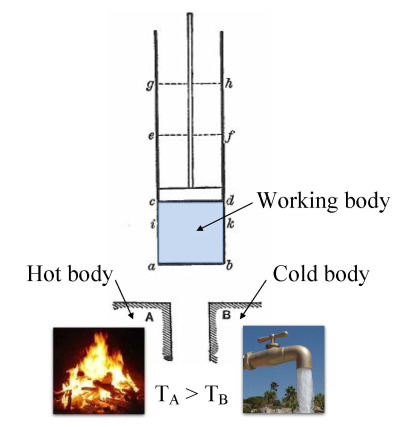

ترمودینامیک (به فرانسوی: Thermodynamique) یا دماپویایی شاخه‌ای از علوم طبیعی است که به بحث دربارۀ گرما و نسبت آن با انرژی و کار می‌پردازد. ترمودینامیک متغیرهای ماکروسکوپیک (همانند دما، انرژی درونی، آنتروپی و فشار) را برای توصیف حالت مواد تعریف می‌کند و چگونگی ارتباط آن‌ها و قوانین حاکم بر آن‌ها را بیان می‌نماید. ترمودینامیک رفتار میانگینی از شمار زیادی از ذرات میکروسکوپیک را بیان می‌کند. قوانین حاکم بر ترمودینامیک را از طریق مکانیک آماری نیز می‌توان به‌دست‌آورد و تحلیل کرد. به جنبش یک یا چند مولکول «ترمودینامیک» می‌گویند، پدر چهار قانون گفته می‌شود صفرم، یکم، دوم و سوم قانون صفرم این است که اگر سامانۀ نخست با سامانۀ سوم و سامانۀ دوم هم با سامانۀ سوم در تعادل است پس سامانۀ نخست و سامانۀ دوم با یکدیگر در تعادل اند.
ترمودینامیک موضوع بخش گسترده‌ای از علم و مهندسی است - همانند: موتور، گذار فاز، واکنش‌های شیمیایی، پدیده‌های انتقال و حتی سیاه چاله‌ها-. محاسبات ترمودینامیکی برای زمینه‌های فیزیک، شیمی، مهندسی نفت، مهندسی شیمی، مهندسی هوافضا، مهندسی مکانیک، زیست‌شناسی یاخته، مهندسی پزشکی، دانش مواد و همچنین اقتصاد نیاز است.
بیشتر بحث‌های تجربی ترمودینامیک در چهار قانون بنیادی آن بیان گردیده‌اند: قانون صفرم، یکم، دوم و سوم ترمودینامیک.
قانون یکم وجود خاصیتی از سامانۀ ترمودینامیکی به نام انرژی درونی را بیان می‌کند. این انرژی از انرژی جنبشی که ناشی از جنبش کلی سامانه و نیز از انرژی پتانسیل که سامانه نسبت به محیط پیرامونش دارد، متمایز است. قانون یکم همچنین دو شیوهٔ انتقال انرژی یک سامانه بسته را بیان می‌کند: انجام کار یا انتقال گرما. قانون دوم به دو خاصیت سامانه، دما و آنتروپی، مربوط است. آنتروپی محدودیت‌ها - ناشی از برگشت‌ناپذیری سامانه - بر میزان کار ترمودینامیکی قابل تحویل به یک سامانۀ بیرونی طی یک فرایند ترمودینامیکی را بیان می‌کند. دما، خاصیتی که با قانون صفرم ترمودینامیک تا حدودی تبیین می‌گردد، نشان‌دهندهٔ جهت انتقال انرژی گرمایی میان دو سامانه در نزدیکی یکدیگر است. این خاصیت همچنین به صورت کیفی با واژه‌های داغ یا سرد بیان می‌گردد.
از دیدگاه تاریخی ترمودینامیک با آرزوی افزایش بازده موتورهای بخار گسترش یافت. به خصوص به سبب کوشش‌های فیزیکدان فرانسوی، نیکولا لئونارد سعدی کارنو که باور داشت افزایش بازده موتورهای بخار می‌تواند رمز پیروزی فرانسه در نبردها ناپلئون باشد. فیزیکدان انگلیسی، لرد کلوین، نخستین کسی بود که در سال ۱۸۵۴ تعریفی کوتاه برای ترمودینامیک ارائه داد:
«ترمودینامیک مبحثی است که ارتباط گرما با نیروهای عامل بر قطعاتِ به هم‌پیوسته‌ای که پیکر سامانه‌ها را تشکیل می‌دهند، و همچنین رابطه میان گرما با عامل الکتریسیته را بیان می‌کند.»
در ابتدا ترمودینامیک ماشین‌های بخار بیشتر دربارۀ ویژگی‌های گرمایی مواد مورد کاربرد- بخار آب - بود. بعدها این مبحث به فرایندهای انتقال انرژی در واکنش‌های شیمیایی پیوند خورد. ترمودینامیک شیمیایی اثر آنتروپی بر فرایندهای شیمیایی را مورد بحث قرار می‌دهد. همچنین ترمودینامیک آماری (یا مکانیک آماری) با پیش‌بینی‌های آماری از رفتار ذرات سامانه، ترمودینامیک ماکروسکوپیک را توجیه می‌نماید.

## ریشه‌شناسی
ترمودینامیک یا دماپویایی از سرهم‌بندی دو واژۀ یونانی θερμη به معنی گرما و δυναμις به معنی نیرو و نیز پویایی تشکیل شده به معنای نیروی گرما به وجود می‌آید. این علم شاخه‌ای از فیزیک و شیمی است که پدیده‌های ماکروسکوپیک که از تغییر دما، فشار و گُنج در یک سامانه فیزیکی اتفاق می‌افتد را بررسی می‌کند.

## تاریخ

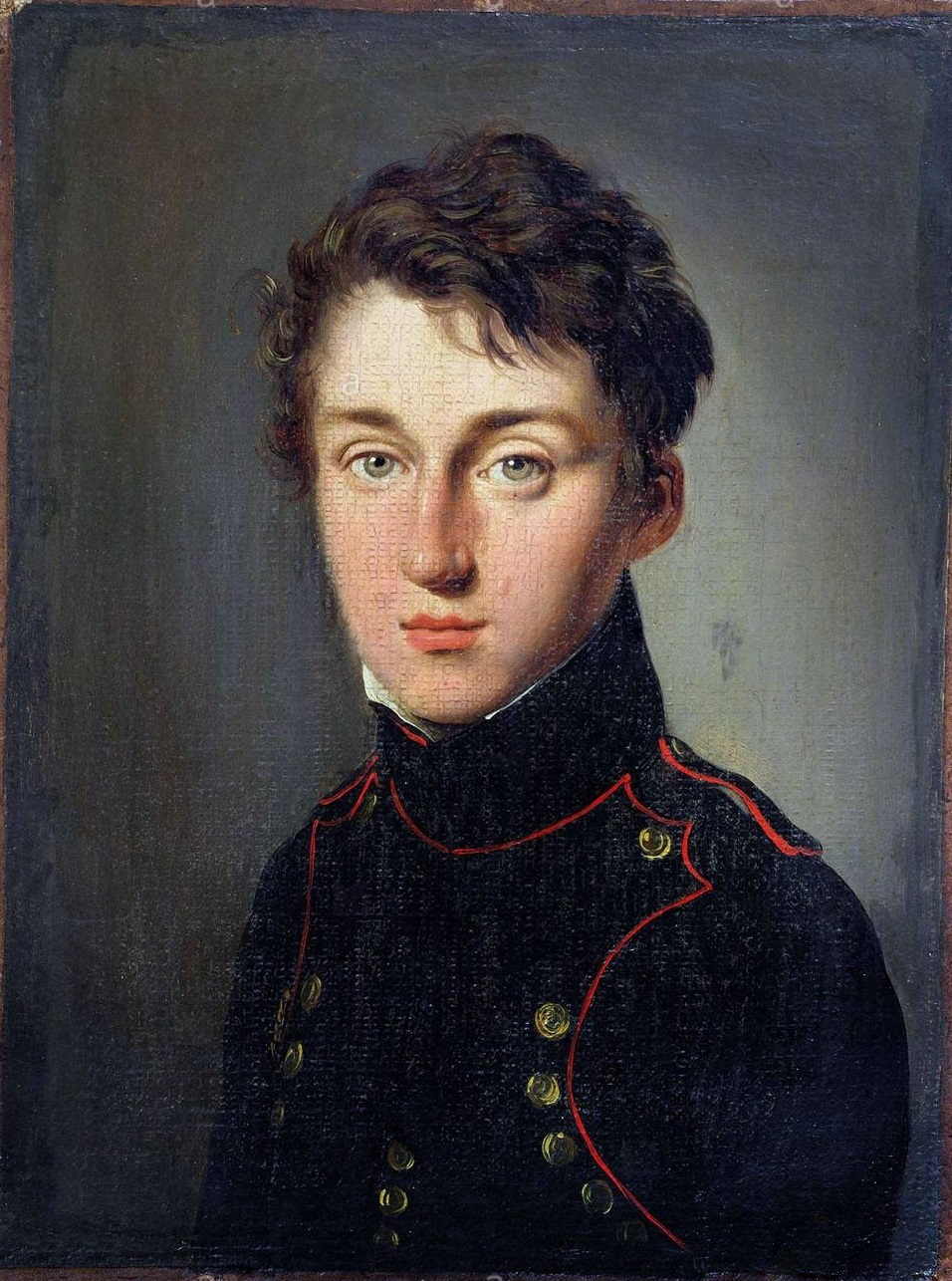
نیکولا سعدی کارنو (۱۷۹۶–۱۸۳۲): پدر ترمودینامیک

ترمودینامیک از ساخت نخستین پمپ خلأ در سال ۱۶۵۰ میلادی و بدست اتو وان گریکه آغاز شد اتو ثابت کرد که نظریه ارسطو پایه بر اینکه طبیعت از خلأ متنفر است، نادرست است. مدتی بعد فیزیکدان و شیمی‌دان ایرلندی رابرت بویل شیوۀ کار دستگاه جریکو را یادگرفت و به همراه فیزیکدان انگلیسی رابرت هوک توانست نخستین پمپ هوا را در سال ۱۶۵۶ بسازد. این دو توانستند میان حجم و فشار رابطه‌ای تعریف کنند که امروزه به قانون بویل مشهور است. در سال ۱۶۷۹ شریک بویل دنیس پاپین نخستین steam digester را ساخت که یک ظرف دربسته با در محکم بود که در آن بخار با فشار بالا تولید می‌شد.
مفاهیم پایه برای گرمای ویژه و گرمای ویژه نهان بدست جوزف بلک در دانشگاه گلاسکو، جایی که جیمز وات به عنوان ابزار ساز کار می‌کرد آرایه شد. جیمز وات با بلک دربارهٔ افزایش بازدهی موتور بخار گفتگو کرد اما این خود وات بود که ضرورت وجود چگالنده بخار بیرونی را برای افزایش بازدهی گرمایی موتور بخار پیش‌بینی نمود. سعدی کارنو، پدر ترمودینامیک، با توجه به تمامی کارهای پیشین مقاله‌ای با نام ایده‌هایی دربارهٔ حرکت جنبشی آتش منتشر نمود. این مقاله دربارهٔ گرما، قدرت، انرژی، و بازدهی موتور بحث می‌کرد. این مقاله روابط میان موتور کارنو، چرخه کارنو، و قدرت حرکتی را مورد بحث قرار می‌داد. مقاله کارنو سرآغازی بر علم ترمودینامیک به عنوان دانشی نوین شد.
نخستین کتاب ترمودینامیک بدست ویلیام رانکین، که فیزیک خوانده بود و به عنوان استاد مهندسی مکانیک و عمران در دانشگاه گلاسکو کار می‌کرد، در سال ۱۸۵۹ منتشر گردید. هم‌زمان قانون یکم و قانون دوم ترمودینامیک در دهه ۱۸۵۰ میلادی بر پایۀ کارهای رانکین، رودلف کلاوزیوس و ویلیام تامسون نگاشته شد.
مبانی ترمودینامیک آماری بدست جیمز کلرک ماکسول، لودویگ بولتزمان، ماکس پلانک، رودلف کلاوزیوس و جوسایا ویلارد گیبس بنیان گذاشته شد. در میان سال‌های ۱۸۷۳ تا ۱۸۷۶ جوسایا ویلارد گیبس سه مقاله منتشر نمود که شناخته‌شده‌ترین آن‌ها تعادل مواد ناهمگون می‌باشد. گیبس همچنین نشان داد که چگونه فرایند‌های ترمودینامیکی شامل فعل و انفعالات شیمیایی را می‌توان به صورت نموداری نشان داد، او نشان داد که چگونه می‌توان روی دادن خود به خودی واکنش‌ها را از روی انرژی، آنتروپی، حجم، پتانسیل شیمیایی، دما و فشار در سامانه‌های ترمودینامیکی پیش‌بینی نمود. ترمودینامیک شیمیایی بعدتر بدست پیر دوهام، گیلبرت لوویس، مرل لاندل و ادوارد گوگنهایم گسترش بیشتر یافت.

## شاخه‌های ترمودینامیک
علم ترمودینامیک به بررسی سامانه‌های فیزیکی بر پایۀ تئوری‌ها و قوانین ترمودینامیک می‌پردازد. بسته به مبانی نخستین به کار رفته علم ترمودینامیک به شاخه‌های مختلف بخش‌بندی شده‌است.

### ترمودینامیک کلاسیک
پایۀ ترمودینامیک کلاسیک بر تبادل انرژی در فرایندی در درون چرخه می‌باشد، تبادل انرژی میان سامانه‌های بسته تنها با در نظر گرفتن تعادل ترمودینامیکی آن‌ها می‌باشد. همچنین شناسایی کار و گرما به عنوان انرژی در ترمودینامیک کلاسیک ضروری می‌باشد.

### ترمودینامیک آماری
ترمودینامیک آماری، یا مکانیک آماری، در نیمه دوم سدۀ نوزدهم و نیمۀ نخست سدۀ بیستم با پیشرفت و شناسایی تئوری‌های مولکولی و اتمی بنیان نهاده شد. این علم توضیحات و ادله برای قوانین ترمودینامیک کلاسیک بیان می‌کند. ترمودینامیک آماری واکنش‌های میان مولکولی و همچنین حرکت گروهی مولکول‌ها را بیان می‌کند.

## مفهوم سامانه

شماتیک سامانه، محیط و مرز.

یکی از مفاهیم اصلی در ترمودینامیک سامانه می‌باشد. سامانه ناحیه‌ای از فضا است که برای بررسی انتخاب می‌شود. به هر آنچه که بیرون از این سامانه وجود دارد محیط (پیرامون) گفته می‌شود. سامانه به وسیلهٔ مرزی از محیط جدا می‌شود. این مرز می‌تواند مرزی واقعی یا مجازی باشد. سامانه می‌تواند از راه این مرز انرژی و جرم را مبادله نماید. پس به‌طور چکیده داریم:
- سامانه: کمیتی از ماده با ناحیه‌ای از/در فضا است که برای بررسی برگزیده می‌شود.
- محیط (اطراف): جرم یا ناحیه بیرون از سامانه را محیط می‌گویند.
- مرز: سطح حقیقی یا مجازی که سامانه را از پیرامونش جدا می‌کند مرز گویند. (مرز سامانه ضخامت صفر دارد - نه جرمی دارد و نه حجمی)
- سامانۀ بسته (جرم کنترل):از جرم ثابتی تشکیل شده است و هیچ جرمی نمی‌تواند از مرز آن بگذرد. اما انرژی به شکل گرما یا کار می‌تواند از مرز سامانه بگذرد.
- سامانۀ منزوی: سامانۀ بسته‌ای است که انرژی هم از مرزها نمی‌گذرد.
- سامانۀ باز (حجم کنترل):جرم و انرژی از مرز حجم کنترل می‌گذرند و بیشتر دارای دستگاهی است که با جریان جرم سرو کار دارد. به مرز حجم کنترل سطح کنترل گفته می‌شود.

| انواع محیطها                | قابلیت انتقال | قابلیت انتقال | قابلیت انتقال |
| --------------------------- | ------------- | ------------- | ------------- |
|                             | جرم و انرژِی   | کار           | گرما          |
| تبادل ماده                  | Green tick    | Red X         | Red X         |
| تبادل انرژی بدون تبادل ماده | Red X         | Green tick    | Green tick    |
| بی دررو                     | Red X         | Green tick    | Red X         |
| adynamic بدون تبادل ماده    | Red X         | Red X         | Green tick    |
| ایزوله                      | Red X         | Red X         | Red X         |

## ویژگی‌های سامانه
- ویژگی: هر یک از شناسه‌های سامانه را ویژگی یا خاصیت می‌گویند. مهم‌ترین ویژگی‌ها عبارتند از: دما، فشار، حجم و جرم

1. ویژگی‌های شدتی (Intensive): اندازۀ آن به اندازه یا مقدار سامانه بستگی ندارد. مانند دما، فشار، چگالی، حجم ویژه، انرژی درونی ویژه، آنتالپی ویژه، رنگ و …
2. ویژگی‌های گسترده (Extensive): اندازۀ آن به اندازه یا مقدار سامانه بستگی دارد. مانند جرم، حجم، انرژی درونی، انرژی پتانسیل، انرژی جنبشی، آنتالپی، آنتروپی و …

- اگر یک ویژگی گسترده بر جرم تقسیم شود به یک ویژگی شدتی تبدیل می‌شود. برای نمونه حجم مخصوص
- فشار: نیروی است که بر مساحت واحد سیالی اعمال می‌باشد.
- دما:معیار و سنجه‌ای برای گرما و سرما است.
- حجم: بیانگر میزان فضای اشغال شده می‌باشد.
- چگالی: نسبت جرم به حجم ← ρ=m/v
- چگالی مخصوص(گرانی ویژه): به حاصل تقسیم چگالی ماده بر چگالی مبنا گفته می‌شود.
- حجم مخصوص(حجم ویژه): به وارون چگالی گفته می‌شود. ← ν=۱/ρ
- وزن مخصوص(وزن ویژه): وزن حجم واحد یک ماده را وزن مخصوص می‌گویند. ← ɣ=ρg
- آنتروپی: کمیتی است که بیانگر میزان آشفتگی یا بی نظمی است.
- آنتالپی: اندازۀ کل انرژی درون سامانه شامل انرژی درونی به همراه پتانسیل ترمودینامیکی سامانه را نشان می‌دهد.
- انرژی آزاد گیبس: کمیتی است که احتمال انجام خود به خودی واکنش ترمودینامیکی را نشان می‌دهد.
- انرژی آزاد هلمهولتز: اندازۀ کار مفید قابل دستیابی در حین فرایند دما ثابت و حجم ثابت می‌باشد.
- انرژی درونی: اندازۀ کل انرژی درون سامانه را نشان می‌دهد.
- ضریب انبساط گرمایی: به میزان انبساط یکای طول در اثر افزایش دما به میزان واحد گفته می‌شود.
- ظرفیت گرمایی: به میزان افزایش دمای واحد حجم در اثر تبادل گرما به اندازه واحد گفته می‌شود.

## حالت و تعادل
- حالت: به وضعیت یک سامانه گفته می‌شود که آن سامانه را یکتا می‌کند و سامانه به واسطه آن حالت دارای ویژگی‌هایی می‌شود.
- تعادل:هر گاه نیروی محرکه خاصی در سامانه وجود نداشته باشد، آن سامانه به تعادل خاصی رسیده است. تعادل شامل انواع گرمایی، مکانیکی، فازی و شیمیایی است.
- اصل متعارفی حالت:حالت یک سامانه بسته ساده تراکم‌پذیر به وسیله دو خاصیت شدتی مستقل ازهم مشخص می‌شود.

## فرایندها
- فرایند:هرگونه تغییر از یک حالت تعادلی به حالت دیگر را فرایند می‌گویند.
- مسیر فرایند:مجموعه حالت‌هایی که سامانه در ضمن یک فرایند از آن‌ها می‌گذرد مسیر فرایند نام دارد.

برای توصیف هر فرایند، باید حالت‌های آغازین و پایانی فرایند، مسیر فرایند و برهمکنش‌ها را با اطراف مشخص کنیم. فرایندها به دو نوع عمده برگشت‌پذیر و برگشت‌ناپذیر بخش‌بندی می‌شوند.
- فرایند برگشت‌ناپذیر:به فرایندی گفته می‌شود که پس از کامل شدن آن، سامانه و محیط اطراف آن نتواند به حالت نخستین خود برگردد.
- فرایند برگشت‌پذیر:به فرایندی گفته می‌شود که پس از کامل شدن آن، سامانه و محیط اطراف می‌توانند به حال نخستین خود برگردند. این یک فرایند آرمانی است که برای تعیین بازده بیشینه(ماکزیمم) یک فرایند به کار می‌رود.

| فرایند                  | کمیت ثابت نگه داشته شده |
| ----------------------- | ----------------------- |
| هم فشار (isobaric)      | فشار                    |
| هم دما (isothermal)     | دما                     |
| هم حجم (isochoric)      | حجم                     |
| هم آنتروپی (isentropic) | آنتروپی                 |

- فرایند شبه تعادلی:هنگامی که فرایند به گونه‌ای پیش می‌رود که سامانه همیشه بی‌نهایت به حالت تعادلی نزدیک است، آن را فرایند شبه استاتیکی یا فرایند شبه تعادلی می‌گویند. فرایند شبه تعادلی به عنوان استانداردهایی هستند که فرایندهای واقعی رامی توان با آن‌ها مقایسه کرد.

دسته‌بندی دیگر فرایندها به صورت زیر است:
1. SSSF:تحت یک فرایند جریان پایا، جرم و انرژی یک حجم کنترل ثابت می‌ماند.
2. USUF: فرایند حالت یکنواخت و جریان یکنواخت می‌باشد.

- چرخه:چنانچه سامانه پس از پیمودن چندین فرایند به حالت تعادل نخستین برگردد، مجموعه این فرایندها را چرخه یا سیکل می‌نامند.

## قوانین ترمودینامیک

### قانون صفرم ترمودینامیک
قانون صفرم ترمودینامیک بیان می‌کند که اگر دو سامانه با سامانۀ سومی در حال تعادل گرمایی باشند، با یکدیگر همدما می‌باشند.
برای نمونه اگر جسم a با جسم b درتعادل گرمایی باشند و جسم b با جسم c درتعادل گرمایی باشند جسم a و c در تعادل گرمایی می‌باشند.
پایۀ ساخت دماسنج قانون صفرم ترمودینامیک می‌باشد به این صورت که هوای محیط با شیشهٔ دماسنج در تعادل گرمایی است و شیشه دماسنج نیز با جیوه در تعادل گرمایی است در نتیجه برپایۀ قانون صفرم ترمودینامیک هوا با جیوه نیز در تعادل می‌باشد.

### قانون اول ترمودینامیک
انرژی درونی یک سامانۀ منزوی ثابت و پایدار است.
قانون یکم ترمودینامیک که به عنوان قانون بقای کار و انرژی نیز شناخته می‌شود، می‌گوید: تغییر انرژی درونی یک سامانه برابر است با مجموع گرمای داده شده به سامانه و کار انجام شده بر آن:

### قانون دوم ترمودینامیک
ساخت یک موتور سیکلی که تأثیری جز انتقال پی‌در‌پی گرما از دمای سرد به دمای گرم نداشته باشد، نشدنی است.
بیان کلوین-پلانک: نشدنی است وسیله‌ای بسازیم که در یک چرخه عمل کند و در عین حال تنها با یک مخزن تبادل گرما داشته باشد یعنی نشدنی است یک موتور گرمایی بدون از دست دادن گرما در Qc به کار خود ادامه دهد.
بیان کلازیوس:امکان ندارد که یک یخچال در یک چرخه، همۀ انرژی را که از منبع سرد دریافت می‌کند به منبع گرم انتقال دهد؛ یعنی نمی‌توان یخچالی ساخت که بدون کار ورودی عمل کند. به عبارت ساده قانون دوم بیانگر مسیر انجام یک فرایند می‌باشد.

### قانون سوم ترمودینامیک
قانون سوم ترمودینامیک بیان می‌کند هنگامی که انرژی یک سامانه به حداقل مقدار خود می‌گراید، آنتروپی System به اندازۀ قابل چشم‌پوشی می‌رسد. یا به‌طور نمادین:
هنگامی که {\displaystyle U\longrightarrow {U_{0}}}، {\displaystyle S\longrightarrow {0}}

## پتانسیل‌های ترمودینامیکی
پتانسیل‌های ترمودینامیکی، متغیرهای اسکالری می‌باشند که برای ارزیابی انرژی ذخیره شده در سامانه استفاده می‌شوند. پتانسیل‌ها برای اندازه‌گیری تغییرات انرژی هنگامی که از حالت نخستین به حالت پایانی استفاده می‌شوند. از پتانسیل‌های مختلف با توجه به متغیرهای محدودکننده در سامانه همانند فشار و حجم استفاده می‌شود. برای نمونه هر دو پتانسیل گیبز و هلمهولتز به عنوان انرژی قابل‌دسترس برای انجام کار مفید شناخته می‌شوند هنگامی که به ترتیب فشار و دما یا حجم و دما در سامانه ثابت نگه داشته شوند. پنج پتانسیل مهم در ترمودینامیک به صورت جدول زیر شناخته شده‌اند:
| نام                          | نماد                                               | فرمول                                                                         | متغیرهای طبیعی                   |
| ---------------------------- | -------------------------------------------------- | ----------------------------------------------------------------------------- | -------------------------------- |
| انرژی درونی                  | {\displaystyle U}                                  | {\displaystyle \int (TdS-pdV+\sum _{i}\mu _{i}dN_{i})}                        | {\displaystyle S,V,\{N_{i}\}}    |
| انرژی آزاد هلمولتز           | {\displaystyle F}                                  | {\displaystyle U-TS}                                                          | {\displaystyle T,V,\{N_{i}\}}    |
| آنتالپی                      | {\displaystyle H}                                  | {\displaystyle U+pV}                                                          | {\displaystyle S,p,\{N_{i}\}}    |
| انرژی آزاد گیبس              | {\displaystyle G}                                  | {\displaystyle U+pV-TS}                                                       | {\displaystyle T,p,\{N_{i}\}}    |
| پتانسیل لاندو (پتانسیل بزرگ) | {\displaystyle \Omega }, {\displaystyle \Phi _{G}} | {\displaystyle U-TS-}{\displaystyle \sum _{i}\,}{\displaystyle \mu _{i}N_{i}} | {\displaystyle T,V,\{\mu _{i}\}} |

در جدول بالا {\displaystyle P} فشار، {\displaystyle V} حجم، {\displaystyle T} دما و {\displaystyle S} آنتروپی می‌باشد. روابط ماکسول با توجه به این چهار پتانسیل شناخته می‌شوند.